# Alpujarra de la Sierra
Alpujarra de la Sierra – gmina w Hiszpanii, w prowincji Grenada, w Andaluzji, o powierzchni 68,53 km². W 2011 roku gmina liczyła 1132 mieszkańców.
Znajduje się w środkowo-północnej części Alpujarra Granadina, około 108 km od stolicy prowincji.